# Lipinia vulcania
Lipinia vulcania là một loài thằn lằn trong họ Scincidae. Loài này được Girard mô tả khoa học đầu tiên năm 1857.

## Hình ảnh

- Tập tin:Lipinia cf.vulcania from Barangay Dibuluan, San Mariano - ZooKeys-266-001-g061.jpg